# Conrad Wiene
Conrad Wiene (auch Konrad Wiene; * 3. Februar 1878 als Conrad Wiener in Wien; † 21. August 1934 in Marienbad) war ein ungarisch-tschechoslowakischer Theaterschauspieler, Filmregisseur, Filmproduzent und Drehbuchautor.

## Leben und Wirken
Conrad Wienes Eltern waren der Schauspieler Karl Wiene (1848–1913) und dessen Frau Paula, geb. Löwy. Ab 1886 führte die Familie auch amtlich den Namen Wiene (statt Wiener), den Karl Wiene zuvor bereits als Künstlernamen verwendet hatte. Kindheit und Jugend verbrachte Conrad Wiene großteils in Stuttgart und Dresden, wo er das traditionsreiche Evangelische Kreuzgymnasium besuchte. Nach seinem Abitur ging er 1900 an das Sommertheater in Bad Pistyan und debütierte mit der Rolle des Dr. Drontheim in Oscar Blumenthals Lustspiel Das zweite Gesicht. Noch im selben Jahr wurde er ans Hoftheater Gera engagiert. 1901 beteiligte er sich an einer internationalen Tournee von Agnes Sorma. Es folgten Stationen am Stadttheater Lübeck (1901/02, Antrittsrolle: „Hans“ in Jugend), am Deutschen Theater Hannover (1902/03), auf Helgoland (1903/04) und am Stadttheater Magdeburg (1904/05). Sein frühes Rollenfach war das des „jugendlichen Helden und Liebhabers“. 1905 kam Wiene ans Berliner Schillertheater, wo er bis 1913 blieb. 1910 heiratete er in Deutsch-Wilmersdorf seine Berufskollegin Josefine „Lily“ Radamsky.
Im Juli 1912 beteiligte er sich mit seinem Bruder Robert Wiene als Gesellschafter an der Gründung der Film-Aufnahme-Gesellschaft mbH (FAG) Deutscher Künstlerfilm (1912–1913). Seit er 1912 in dem Film Die Waffen der Jugend, für den sein Bruder das Drehbuch schrieb, erstmals vor der Kamera gestanden hatte, widmete er sich ganz der Filmarbeit und war ab 1914 als Regisseur für Berliner und Wiener Produktionsfirmen tätig. Meist verfilmte er leichte, plakative und reißerische Sujets, zu denen er oft selbst das Drehbuch beisteuerte. Nur selten wählte er wie bei der Tolstoi-Adaption Die Macht der Finsternis ambitioniertere Stoffe. 1921 gründete er mit dem Schriftsteller Hugo Albrecht seine eigene Firma Konrad Wiene & Co. International Filmgesellschaft, die allerdings ohne Bedeutung blieb.
Nach der Machtübernahme der Nazis geriet Wiene in Bedrängnis, da er zwar bereits als Kind evangelisch getauft worden war, jedoch aus einer jüdischen Familie stammte. Er versuchte, seine berufliche Karriere in seiner Geburtsstadt Wien fortzusetzen und war im September 1933 Mitgründer der Austria-Film-Produktions-Gesellschaft mbH. Als erster Film wurde eine Adaption der Johann-Strauss-Operette Der Karneval in Rom unter seiner Regie angekündigt, die jedoch nicht mehr realisiert wurde. Bald nach den bürgerkriegsähnlichen Februarkämpfen 1934 reiste Conrad Wiene mit seiner Frau in den westböhmischen Kurort Marienbad ab und zog sich ins Privatleben zurück. Wenige Monate später starb er im städtischen Krankenhaus an den Folgen einer Gehirnblutung und wurde im evangelischen Teil des Marienbader Friedhofs beigesetzt. Josefine Wiene, die nach NS-Rassenideologie ebenfalls als „Volljüdin“ galt, flüchtete nach der Zerschlagung der Tschechoslowakei mit dem Regisseur und Theaterleiter Julius Dewald ins noch unbesetzte Polen. 1940 mussten beide von Kattowitz in das Ghetto Kielce übersiedeln, wo sich Josefine Wienes Spur verliert.

## Filmografie
(S: Schauspiel, R: Regie, D: Drehbuch, P: Produktion)
- 1912: Die Waffen der Jugend (S)
- 1914: Der Evangelimann (R)
- 1915: Lisas Opfer (R)
- 1916: Die Dame mit der Maske (R, D)
- 1916: Der Mann im Spiegel (R)[10]
- 1917: Irrende Liebe (R, D)
- 1917: Dem Frieden entgegen (R, D)
- 1917: Das verschnupfte Miezerl (R)
- 1917: Veilchen Nr. 4 (R)[10]
- 1918: Am Tor des Lebens (R)
- 1918: Das Haus ohne Lachen (R, D)
- 1918: Der letzte Erbe von Lassa (R, D)
- 1918: Der Stärkere (R, D)
- 1918: Der vorsichtige Kapitalist (R, D)
- 1918: Frank Boyers Diener (R)
- 1919: Der Umweg zur Ehe (R)
- 1919: Die Spinne (R)
- 1919: Zwei Welten (R, D)
- 1920: Morel, der Meister der Kette (2 Teile, R)
- 1921: Der Herzog von Rochester (R)
- 1922: Das Testament des Joe Sivers (R)
- 1922: Das Erbe (R, D)
- 1923: Die Macht der Finsternis (R)
- 1924/26: Der krasse Fuchs (R, D)
- 1925: Zapfenstreich (R, D)
- 1926: Ich hatt’ einen Kameraden (R)
- 1926: Trude, die Sechzehnjährige (R, D)
- 1927: Unter Ausschluß der Öffentlichkeit (R)
- 1928: Heut’ spielt der Strauss / Der Walzerkönig (R)
- 1928: Die Vierte von rechts (R)
- 1929: Eros in Ketten (R, D)
- 1929: Revolution der Jugend / Der Jugend ihr Recht / Jugend am Scheideweg (R, D)
- 1930: Eine Dirne ist ermordet worden (R)
- 1931: Das Schicksal einer schönen Frau (Madame Blaubart / R, P)
- 1931: So lang’ noch ein Walzer vom Strauß erklingt (R)
- 1932: Durchlaucht amüsiert sich (R, D)
- 1932: Johann Strauß, k. u. k. Hofballmusikdirektor / Kaiserwalzer (R)